# Прапор Гаспри
Пра́пор Га́спри — офіційний символ смт Гаспра. Прапор селища було затверджено 14 грудня 2007 рішенням Гаспринської селищної ради.

## Опис
Прямокутне полотнище із співвідношенням ширини до довжини як 2:3, що складається з трьох вертикальних смуг червоного, білого і синього кольорів, які становлять відповідно 1/5, 3/5 і 1/5 довжини прапора. У центрі білої смуги малий герб селища, висота якого становить 1/2 ширини прапора.
Проект прапора побудований на основі герба селища і несе його символіку.